# Höttinger Bach
Der Höttinger Bach ist ein knapp 4 km langer linker Zufluss des Inns in Innsbruck in Tirol.
Er entspringt in der Nordkette, der südlichsten Gebirgskette im Karwendel, südlich unterhalb der Frau Hitt, fließt in südlicher Richtung durch den von ihm geschaffenen Höttinger Graben, wo weitere Zuflüsse den Bach größer werden lassen, und mündet im Stadtteil Mariahilf in den Inn. Der oberirdische Teil ist in Hötting bis zur Kreuzung der Schulgasse mit der Bildgasse sichtbar, danach verläuft der Bach in einem unterirdischen Kanal. Der Bach liegt zur Gänze auf Innsbrucker Stadtgebiet.
Das Einzugsgebiet des Höttinger Bachs ist 7,1 km² groß und erstreckt sich über knapp 2000 Höhenmeter bis zur Vorderen Brandjochspitze (2559 m ü. A.).
Nahe seinem Ursprung baute die Stadt ein Trinkwasserreservoir, mit dem vor allem die Hungerburg-Region versorgt wird. Seine hervorragende Wassergüte der Stufe I behält der Bach im gesamten Lauf.

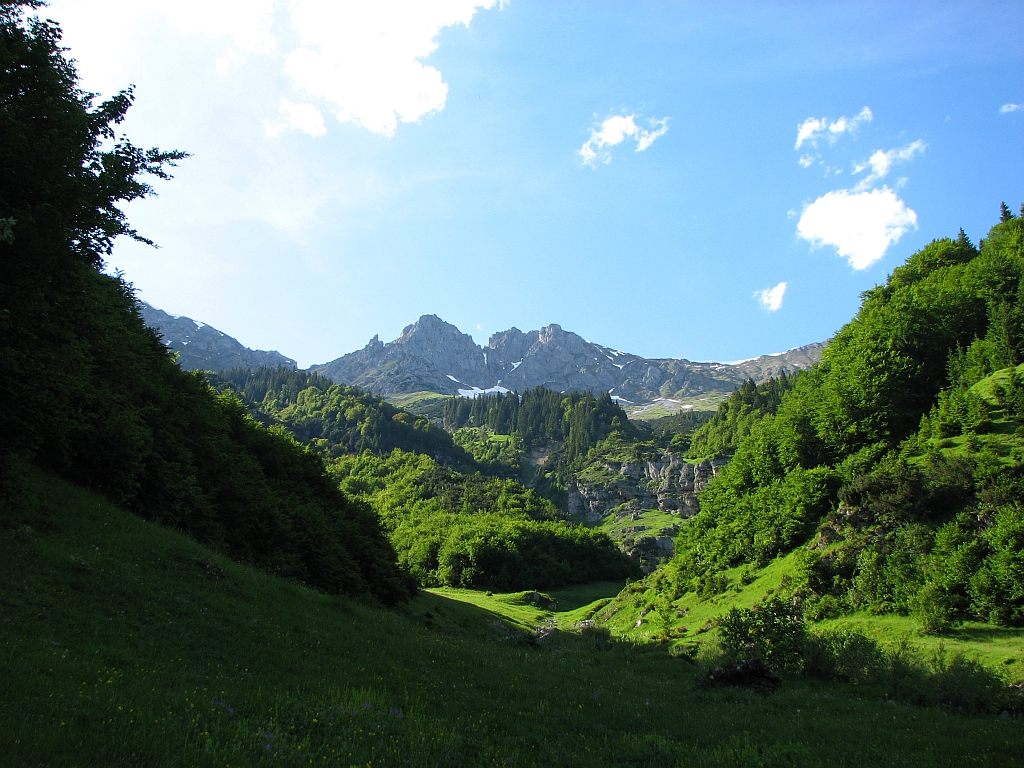
Der Höttinger Bach entspringt unterhalb der Frau Hitt und durchfließt den Höttinger Graben
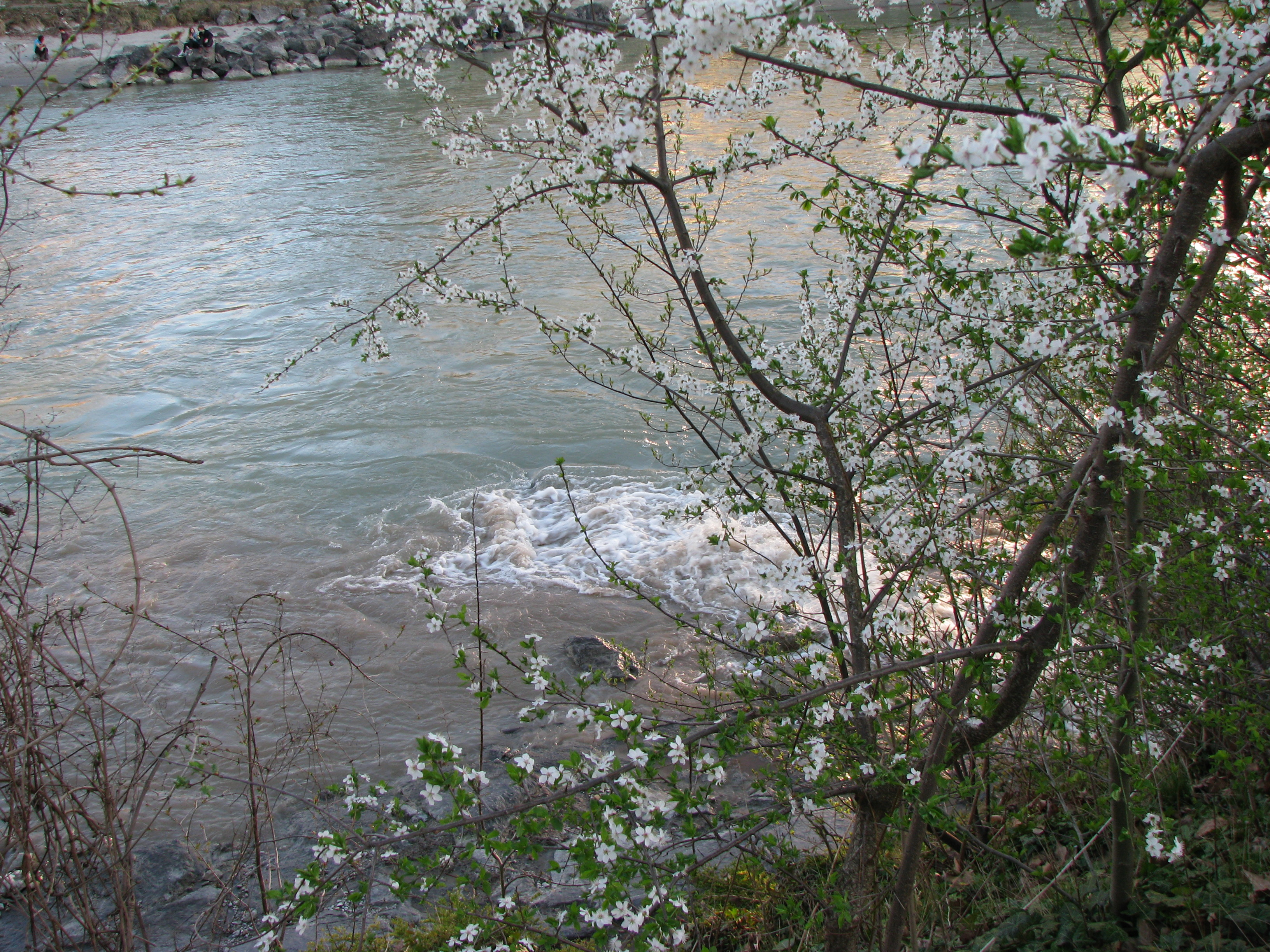
Die Mündung des Höttinger Bachs in den Inn